# Platysma (djur)
Platysma är ett släkte av skalbaggar. Platysma ingår i familjen vivlar.

## Dottertaxa tillPlatysma, i alfabetisk ordning[1]
- Platysma adoxa
- Platysma aethiops
- Platysma affinis
- Platysma angustata
- Platysma aterrima
- Platysma badia
- Platysma brasiliana
- Platysma brunnea
- Platysma castanipes
- Platysma chalybea
- Platysma coeruleovirens
- Platysma conformis
- Platysma convexa
- Platysma dahlii
- Platysma diligens
- Platysma elongatus
- Platysma empetricula
- Platysma eschscholtzii
- Platysma fastidita
- Platysma findelii
- Platysma fossifrons
- Platysma foveocollis
- Platysma foveolatum
- Platysma gracilis
- Platysma guentheri
- Platysma heyerii
- Platysma inquinata
- Platysma interstincta
- Platysma kasbekiana
- Platysma laevigata
- Platysma laevistriata
- Platysma latibula
- Platysma magus
- Platysma menticola
- Platysma negligens
- Platysma nigerrima
- Platysma norwichii
- Platysma oblonga
- Platysma ochracea
- Platysma orientalis
- Platysma paludosa
- Platysma panzeri
- Platysma pinguedina
- Platysma pulchellum
- Platysma punctatosulcata
- Platysma siagonica
- Platysma solers
- Platysma stygia
- Platysma triseriata
- Platysma tristis
- Platysma ventricosa
- Platysma versicolor
- Platysma viator